# Taquipsiquia
La taquipsiquia (del griego tachýs ‘rápido’ y psyché ‘alma’ o ’mente’) es la aceleración patológica de la actividad psíquica, que se presenta en algunas enfermedades mentales y trastornos psíquicos, particularmente en aquellos que cursan con episodios de crisis delirantes como la psicosis y la manía. A la aceleración del pensamiento que es el trastorno cuantitativo de su velocidad y que puede manifestarse con o sin verborrea, se agrega en la taquipsiquia una aceleración más generalizada de la actividad psíquica en su conjunto. En su grado máximo y extremo llega a la fuga de ideas.

## Descripción
La taquipsiquia no es una enfermedad, sino un signo clínico importante del que se vale el psiquiatra o psicólogo clínico para el diagnóstico diferencial. En la semiología psiquiátrica se inscribe dentro de las alteraciones del curso del pensamiento, más precisamente de su ritmo o velocidad. Este ritmo puede desviarse de la norma y presentarse:
- enlentecido o inhibido (bradipsiquia), lo que con frecuencia se asocia a los cuadros depresivos y a ciertas formas de esquizofrenia
- acelerado (taquipsiquia), que con frecuencia se asocia a la manía, a otras formas de la esquizofrenia y a diferentes cuadros psicóticos.

La taquipsiquia se manifiesta como un aumento significativo de la velocidad de pensamiento, aumento de la cantidad de palabras por unidad de tiempo, mayor espontaneidad y disminución del tiempo de respuesta.

## Etiología
Este síntoma, en forma aislada, se da sobre todo en la manía unipolar. Este último cuadro es menos frecuente que el trastorno bipolar, en el que se alternan períodos depresivos y maníacos, pudiendo haber predominio de una u otra fase. En las fases maníacas del trastorno bipolar también puede observarse taquipsiquia y fuga de ideas. De igual modo, la taquipsiquia aparece en variados cuadros clínicos con componente maníaca, como en el síndrome mixto o manía disfórica.